# バディー・ウッザマーン
バディー・ウッザマーン（ペルシア語: بدیع الزمان、Badi' al-Zaman Mirza、? - 1517年）は、ティムール朝の君主（ミールザー、在位：1506年 - 1507年）。フサイン・バイカラの長子であり、父からホラーサーン地方のヘラートを中心とする政権を継承した。

## 生涯
フサイン・バイカラの存命中、バディー・ウッザマーンはバルフの総督を務めていた。
15世紀末に北方でムハンマド・シャイバーニー・ハンが指導するウズベク（シャイバーニー朝）が勢力を拡大し、1500年にサマルカンド、ブハラが陥落すると、バディー・ウッザマーンは父からウズベクの討伐を命じられた。ティムール朝に対して反乱を起こしていた各地の領主もウズベクの脅威に対して団結し、ヒッサールのホスロー・シャーを盟主として同盟を結び、バディー・ウッザマーンに協力した。1503年早春にバディー・ウッザマーンはウズベク討伐に向かい、テルメズでアム川右岸に渡った。しかし、ホスロー・シャーは戦後にバディー・ウッザマーンから攻撃を受けることを危惧し、フサインはバディー・ウッザマーンに不信感を抱いていたため、彼の元に援軍は送られなかった。このため遠征軍はバルフに引き返すが、同年にシャイバーニーはバルフに向けて進軍し、バディー・ウッザマーンはバルフから脱出した。危機に際してバディー・ウッザマーンはフサインと和解し、1504年にムルガブに兵を進めた。同年にバディー・ウッザマーンはカンダハールを攻撃したバーブルの行動を牽制するが、軍事的衝突には至らなかった。
1505年から1506年にかけての冬にフサイン・バイカラはシャイバーニーへの攻撃を決定し、ティムール朝の全ての王子に参戦を呼びかけた。1506年1月にバディー・ウッザマーン率いる連合軍の前衛はムルガブに到達する。だが、本隊を率いるフサインが重篤になり、1506年5月に行軍中にフサインは没する。フサインの死後、本隊に従軍していたアミール（司令官）たちはバディー・ウッザマーンと彼の弟ムザッファル・フサインの共同統治を取り決めたが、2人の君主による王権の共有は異例の出来事だった。バディー・ウッザマーンとムザッファル・フサインの仲は悪く、アミール達の間でも権力を巡る争いが始まった。フサインの死後もティムール朝軍はシャイバーニーに包囲されたバルフに向けて進軍を続けたが、シャイバーニーとの決戦は行われず、軍隊は解散した。
1507年5月にシャイバーニーはホラーサーンに侵入するが、反撃の準備が整っていないティムール朝にウズベクの進軍を食い止めることはできなかった。ヘラートの守備隊はウズベクの先遣隊に打ち破られ、シャイバーニーの本隊がヘラートに到着した時には王族とアミールは町から脱出していた。
バディー・ウッザマーンはカンダハールに逃走したが、1508年にバディー・ウッザマーンが潜伏していたアスタラーバード地方はシャイバーニーの攻撃に晒される。バディー・ウッザマーンはアゼルバイジャン方面に逃走し、オスマン帝国の首都イスタンブールで生涯を終えた。
バディー・ウッザマーンの息子の一人のムハンマド・ザマーン・ミールザーはバーブルの娘マースーマと結婚し、インド方面で活動した。